# Едді Веддер
Е́дді Ве́ддер (англ. Eddie Vedder; при народженні: Edward Louis Severson III; 23 грудня, 1964) — американський музикант, співак і автор пісень, який найбільш відомий як чільний вокаліст і один з трьох гітаристів альтернативного рок-гурту «Pearl Jam». Знаний своїм сильним вокалом, він вважається іконою альтернативного року. Його поставлено на сьому сходинку у списку «найкращих вокалістів-солістів», укладеного журналом «Rolling Stone».
Едді Веддер також брав участь у створенні саундтреків до кінофільмів і у записі композицій інших виконавців. 2007 року він випустив свій перший сольний альбом «Into the Wild», який по суті являв собою саундтрек до однойменного кінофільму. Його другий альбом «Ukulele Songs» вийшов 31 травня 2011.
11 лютого 2022 року  з'явився третій сольний альбом "Earthling".

## Into The Wild
2007 року Едді Веддер записав кілька композицій, що увійшли в альбом-саундтрек фільму «У диких умовах». Ці пісні аж ніяк не подібні за жанром до того, що Едді співає в гурті. 2008 року «Guaranteed», одна із пісень цього альбому претендувала на Grammy Award в номінації «Найкраща пісня, написана для кіно, телебачення або іншого візуального медіа», а також отримала Золотий глобус.
Перелік пісень:
1. «Setting Forth» — 1:37
2. «No Ceiling» — 1:34
3. «Far Behind» — 2:15
4. «Rise» — 2:36
5. «Long Nights» — 2:31
6. «Tuolumne» — 1:00
7. «Hard Sun» — 5:22
8. «Society» — 3:56
9. «The Wolf» — 1:32
10. «End of the Road» — 3:19
11. «Guaranteed» — 7:22